# K színképtípusú csillag
A K színképtípusú csillagok felületi hőmérséklete 3000 és 5000 K közötti, színük narancssárga.
Néhány közülük óriás vagy vörös óriás, de ide tartozik a fősorozat csillagainak 13%-a is (LeDrew). Bennük felerősödnek a Mn I, a Fe I, a Si I semleges fémvonalai és a molekulasávok (főként TiO); a hidrogénvonalak már kevésbé jelentősek. Gyengülnek az ionizált fémek és az ionizált hidrogén vonalai. Ebbe az osztályba tartozik az Arcturus, az Epszilon Eridani, az Alfa Centauri B és az Aldebaran. Az alábbi ábrán egy K4 III spektráltípusú csillag színképe látható.

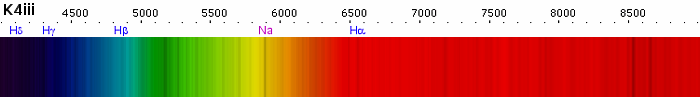

## Külső hivatkozások
- A csillagok állapothatározói - ELTE interaktív csillagászati portál